# 러시아 대통령
러시아 연방 대통령(러시아어: Президент Российской Федерации)은 러시아 연방의 국가원수이며, 러시아 연방군의 최고사령관이기도 하다. 제4대 러시아 연방 대통령부터 러시아 연방 헌법상 임기 6년 중임제이지만 사실상 임기 무제한에 가깝다. 다만 3선 연임 금지 규정에 따라 연임 상한선은 12년이다. 연임 종료 6년 후에 재당선이 가능하다. 러시아 연방 대통령 선출은 러시아 연방 국민의 직접선거로 뽑는다.
1991년 12월 25일까지는 러시아 소비에트 연방 사회주의 공화국의 대통령이었다. 
1979년 러시아 헌법에 따르면, 러시아 공화국의 대통령은 행정부의 수장이었고 러시아 내각 회의를 이끌었다. 현재의 1993년 러시아 헌법에 의하면, 러시아 연방 대통령은 행정권을 행사하는 러시아 연방 정부의 일부가 아니다.
러시아 연방의 대통령이 의무들을 수행하지 못하게 될 경우, 의무들은 러시아 연방 대통령 권한대행이 되는, 러시아의 총리에게 임시로 위임되어야 한다.

## 선거
러시아 연방 국민에 의한 직접 선거로 선출된다. 피선거권은 러시아에서 10년 이상 거주한 35세 이상의 러시아 연방 시민(다른 국적을 소유한 적이 없는)에게만 존재한다. 과반수에 이르는 후보가 없는 경우는, 상위 2명으로 결선투표를 실시한다(2회 투표제).
임기는 당초 4년이었지만, 2008년의 러시아 연방 헌법개정에 의해 임기는 6년으로 연장되어, 2012년 당선된 블라디미르 블라디미로비치 푸틴 러시아 연방 대통령부터 적용된다. 연속적으로 당선되는 3선 러시아 연방 대통령은 금지되고 있기 때문에, 연속 취임할 수 있는 상한 기한은 12년이다. 연임이 종료 6년이 지난 후에 다시 러시아 연방 대통령선거에 출마가 가능하다.

## 권한
- 러시아 연방 정부주석 및 러시아 연방 내각과 러시아 연방 정부 요직의 지명·임명권(단 러시아 연방 정부의장은 하원의 승인이 필요)
- 러시아 연방 국가 두마(하원)의 해산권(단 러시아 연방 국가두마로의 내각 불신임이 필요)
- 러시아 연방 대통령령의 발포
- 러시아 연방의회에서 가결된 법안의 1회 한해 환부 거부권
- 러시아 연방군의 지휘권
- 계엄령·비상사태 선언의 발령
- 국민투표의 실시권

## 러시아의 대통령 목록
| 대 | 사진                                                                                        | 이름 (생몰년) 원어표기                               | 임기             | 임기                              | 선거                                        | 정당                                                                        |
| 대 | 사진                                                                                        | 이름 (생몰년) 원어표기                               | 취임일           | 퇴임일                            | 선거                                        | 정당                                                                        |
| -- | ------------------------------------------------------------------------------------------- | ---------------------------------------------------- | ---------------- | --------------------------------- | ------------------------------------------- | --------------------------------------------------------------------------- |
| 1  |                                                                                             | 보리스 옐친 (1931. 2. 1.~2007. 4. 23.) Бори́с Е́льцин  | 1991년 7월 10일  | 1996년 8월 9일                    | 1991년 대선 - 57.30% 45,552,041표           | 무소속 지지 기반: 민주 러시아 운동                                          |
| 1  | 1993년 러시아 헌정위기로 알렉산드르 루츠코이가 대통령 대행(1993년 9월 22일~1993년 10월 4일) | 보리스 옐친 (1931. 2. 1.~2007. 4. 23.) Бори́с Е́льцин  |                  |                                   |                                             |                                                                             |
| 1  | 1996년 8월 9일                                                                              | 보리스 옐친 (1931. 2. 1.~2007. 4. 23.) Бори́с Е́льцин  | 1999년 12월 31일 | 1996년 대선 - 53.82% 40,202,349표 | 무소속                                      |                                                                             |
| 2  |                                                                                             | 블라디미르 푸틴 (1952. 10. 7.~) Влади́мир Пу́тин       | 1999년 12월 31일 | 2000년 5월 7일                    | 대통령 권한 대행 (총리)                     | 통합당                                                                      |
| 2  | 2000년 5월 7일                                                                              | 블라디미르 푸틴 (1952. 10. 7.~) Влади́мир Пу́тин       | 2004년 5월 7일   | 2000년 대선 - 53.44% 39,740,434표 | 통합당(~2001년 4월) 무소속(2001년 4월 이후) |                                                                             |
| 2  | 2004년 5월 7일                                                                              | 블라디미르 푸틴 (1952. 10. 7.~) Влади́мир Пу́тин       | 2008년 5월 7일   | 2004년 대선 - 71.31% 49,558,328표 | 무소속 지지 기반: 통합 러시아               |                                                                             |
| 3  |                                                                                             | 드미트리 메드베데프 (1965. 9. 14.~) Дми́трий Медве́дев | 2008년 5월 7일   | 2012년 5월 7일                    | 2008년 대선 - 70.28% 52,530,712표           | 무소속 지지 기반: 통합 러시아(~2011. 9. 24.) 통합 러시아(2011. 9. 24. 이후) |
| 4  |                                                                                             | 블라디미르 푸틴 (1952. 10. 7.~) Влади́мир Пу́тин       | 2012년 5월 7일   | 2018년 5월 7일                    | 2012년 대선 - 63.60% 45,602,075표           | 통합 러시아                                                                 |
| 4  | 2018년 5월 7일                                                                              | 블라디미르 푸틴 (1952. 10. 7.~) Влади́мир Пу́тин       | 2024년 5월 7일   | 2018년 대선 - 76.69% 56,430,712표 | 무소속 지지 기반: 통합 러시아 (2018~)       |                                                                             |
| 4  | 2024년 5월 7일                                                                              | 블라디미르 푸틴 (1952. 10. 7.~) Влади́мир Пу́тин       |                  | 2024년 대선 - 87.28% 76,277,708표 | 무소속 지지 기반: 통합 러시아 (2018~)       |                                                                             |

## 같이 보기
- 러시아의 총리
- 소련의 대통령
- 소련 공산당 서기장